# Coccolepis
Coccolepis is een geslacht van uitgestorven straalvinnige beenvissen binnen de familie Coccolepididae. Oorspronkelijk inclusief de meeste soorten binnen de familie, is het nu beperkt tot twee soorten uit de Solnhofener kalksteen uit het Laat-Jura van Duitsland. Men dacht dat het holotype van Coccolepis bucklandi, benoemd en beschreven door Louis Agassiz, verloren was gegaan, maar werd later herontdekt in Neuchâtel.

## Soorten
Sommige soorten die oorspronkelijk naar Coccolepis verwezen, werden later opnieuw toegewezen aan andere geslachten.
- Coccolepis groeberi Bordas, 1943 → Condorlepis groeberi (Bordas, 1943)
- Coccolepis andrewsi Woodward, 1891 → Morrolepis andrewsi (Woodward, 1891)
- Coccolepis aniscowitchi Gorizdor-Kulczycka, 1926 → Morrolepis aniscowitchi (Gorizdor-Kulczycka, 1926)
- Coccolepis macroptera Traquair, 1911 → Barbalepis macroptera (Traquair, 1911)